# Traumabindung
Traumabindungen (auch traumatische Bindungen genannt) sind emotionale Bindungen zu einem Individuum (und manchmal auch zu einer Gruppe), die aus einem wiederkehrenden zyklischen Muster von Missbrauch entstehen, das durch intermittierende Verstärkung durch Belohnungen und Bestrafungen aufrechterhalten wird. Der Prozess der Bildung von Traumabindungen wird als trauma bonding oder traumatic bonding bezeichnet. Traumatisches Bonding tritt als Ergebnis eines andauernden Missbrauchszyklus auf, in dem die intermittierende Verstärkung von Belohnung und Strafe starke emotionale Bindungen schafft, die resistent gegen Veränderungen sind. Bei einer Traumabindung stehen Opfer und Täter in der Regel in einer unidirektionalen Beziehung, in der das Opfer eine emotionale Bindung mit dem Täter eingeht. Dies kann auch als Dominant-Dominator- oder Missbrauchs-Missbrauchs-Dynamik konzeptualisiert werden. An der Entstehung einer Traumabindung sind vor allem zwei Faktoren beteiligt: ein Macht-Ungleichgewicht und die intermittierende Verstärkung von guter und schlechter Behandlung bzw. Belohnung und Bestrafung. Traumatische Bindungen können in den Bereichen romantische Beziehungen, Eltern-Kind-Beziehungen, inzestuöse Beziehungen, Sekten, Geiselsituationen, Sexhandel (insbesondere der Minderjährigen), oder Militäreinsätze (Tour of Duty) auftreten.
Trauma-Bindungen basieren auf Terror, Dominanz und Unberechenbarkeit. Wenn sich eine Traumabindung zwischen einem Täter und einem Opfer verstärkt und vertieft, führt dies zu widersprüchlichen Gefühlen von Angst, Betäubung und Trauer, die sich in einem zyklischen Muster zeigen. In den meisten Fällen haben Opfer in Traumabindungen keine Handlungsfähigkeit und Autonomie und auch kein individuelles Selbstverständnis. Ihr Selbstbild ist ein Derivat und eine Verinnerlichung der Konzeptualisierung des Missbrauchers von ihnen.
Traumabindungen haben schwerwiegende schädliche Auswirkungen auf das Opfer, nicht nur während der Dauer der Beziehung, sondern auch darüber hinaus. Einige langfristige Auswirkungen von Traumabindungen sind unter anderem das Verbleiben in missbräuchlichen Beziehungen, negative Auswirkungen auf die psychische Gesundheit wie geringes Selbstwertgefühl, negatives Selbstbild und erhöhte Wahrscheinlichkeit von Depressionen und bipolaren Störungen sowie die Fortführung eines generationenübergreifenden Kreislaufs des Missbrauchs. Opfer, die sich traumatisch an ihre Viktimisierer binden, sind oft nicht oder nur unter erheblichem Zwang und Schwierigkeiten in der Lage, diese Beziehungen zu verlassen. Selbst unter denjenigen, die es schaffen, die Beziehung zu verlassen, kehren viele aufgrund der Durchdringung der erlernten Traumabindung in die missbrauchende Beziehung zurück.

## Kontext
In den 1980er Jahren begannen Donald G. Dutton und Susan L. Painter, das Konzept der traumatischen Bindungstheorie im Zusammenhang mit missbräuchlichen Beziehungen und geschlagene Frauen zu erforschen. Diese Arbeit wurde dann in Kontexten von Eltern-Kind-Beziehungen, sexuelle Ausbeutung und mehr weiter untersucht. Patrick Carnes entwickelte den Begriff, um „den Missbrauch von Angst, Erregung, sexuelle Gefühle und Sexualphysiologie zu beschreiben, um eine andere Person zu fesseln.“ Eine einfachere und umfassendere Definition beschreibt traumatisches Bonding als „eine starke emotionale Bindung zwischen einer missbrauchten Person und ihrem Missbraucher, die sich als Folge des Gewaltzyklus bildet.“ Carnes beschäftigte sich auch intensiv mit der Theorie der traumatischen Bindung und untersuchte sie speziell im Kontext des Verrats, bei dem es um die Ausbeutung des Vertrauens des Opfers, des Gefühls der Macht oder beides durch den Missbraucher geht.

### Etablierung
Traumabindungen werden in einer Missbraucher-Opfer- oder Täter-Opfer-Dynamik gebildet. Ein Opfer kann eine Traumabindung mit einem Missbraucher eingehen, wenn eine wahrgenommene Bedrohung durch den Missbraucher vorliegt, die Überzeugung besteht, dass der Missbraucher die Bedrohung durchziehen wird, eine Form von Freundlichkeit des Missbrauchers wahrgenommen wird, die Isolation von Perspektiven, die nicht der Vertiefung der Traumabindung dienen, und ein wahrgenommener Mangel an Fähigkeit oder Kapazität, die Situation zu verlassen.
Der erste Vorfall von Missbrauch wird oft als Anomalie wahrgenommen, als ein einmaliger Vorfall, der am Anfang einer scheinbar gesunden und positiven Beziehung auftritt. Der erste Vorfall ist oft nicht sehr schwerwiegend und der Ausdruck von Zuneigung und Fürsorge durch den Missbraucher nach dem Vorfall beruhigt das Opfer und flößt ihm den Glauben ein, dass sich der Missbrauch nicht wiederholt. Später jedoch erzeugen wiederholte Fälle von Missbrauch und Misshandlung eine kognitive Verschiebung im Bewusstsein des Opfers: dass es in seiner Macht steht, den Missbrauch zu verhindern. Aber zu dem Zeitpunkt, an dem die Unausweichlichkeit des Missbrauchs offensichtlich wird, ist die emotionale Traumabindung bereits stark.
Es gibt zwei Hauptfaktoren, die die Entstehung und Aufrechterhaltung einer Traumabindung begünstigen: ein Machtungleichgewicht und intermittierende Verstärkung.

#### Machtungleichgewicht
Damit eine Traumabindung fortbestehen kann, muss ein Machtgefälle zwischen dem Täter und dem Opfer bestehen, so dass der Täter in einer Position der Macht und Autorität ist, das Opfer hingegen nicht. Das Machtgefälle kann selbst Pathologien bei Individuen hervorrufen, die die Traumabindung verstärken können. Wenn das Opfer intermittierende Bestrafung durch den Täter/Dominator erfährt, der sich in einer hohen Machtposition befindet, kann es die Selbstwahrnehmung des Täters verinnerlichen. Dies kann dazu führen, dass das Opfer in Situationen von Gewalt durch den Täter zu Selbstbeschuldigung neigt, was sich negativ auf das Selbstkonzept des Opfers auswirken kann.
Eine negative Selbsteinschätzung kann die emotionale Abhängigkeit vom Täter maximieren, und die zyklische Natur dieser Abhängigkeit und des negativen Selbstkonzepts kann schließlich zur Bildung einer starken emotionalen Bindung des Opfers an den Täter führen (d. h. zu der Person, die sich in einer Macht- und Autoritätsposition befindet, von der Person, die das nicht tut).  Darüber hinaus kann körperlicher, emotionaler und sexueller Missbrauch eingesetzt werden, um das Machtgefälle aufrechtzuerhalten. Diese Dynamik wird auch durch das Zusammenspiel des Machtgefühls des Täters und des Gefühls der Ohnmacht und Unterwerfung des Opfers aufrechterhalten.

#### Intermittierende Verstärkung
Intermittierende Verstärkung von Belohnungen und Bestrafungen ist entscheidend für den Aufbau und die Aufrechterhaltung einer Traumabindung. Bei der Traumabindung misshandelt der Täter das Opfer intermittierend in Form von körperlichem, verbalem, emotionalem und/oder psychischem Missbrauch. Diese Misshandlungen werden durch positive Verhaltensweisen wie das Ausdrücken von Zuneigung und Fürsorge, das Zeigen von Freundlichkeit, das Überreichen von Geschenken an das Opfer und das Versprechen, den Missbrauch nicht zu wiederholen, unterbrochen. Abwechselnde und sporadische Perioden von guter und schlechter Behandlung dienen dazu, das Opfer intermittierend zu stärken.
Die Durchdringung des Lernens von etwas durch intermittierende Verstärkung kann mit Hilfe der Lerntheorie und der behavioristischen Perspektive erläutert werden. Bei Vorhandensein eines aversiven Reizes ist die Verstärkung durch Belohnungen auf unvorhersehbare Weise eine Schlüsselkomponente für das Lernen. Wenn der Lernende nicht vorhersagen kann, wann er die Belohnung erhalten wird, wird das Lernen maximiert. In ähnlicher Weise sind die intermittierenden Ausdrücke von Zuneigung und Fürsorge unerwartet und die Unfähigkeit, sie vorherzusagen, macht sie begehrenswerter. Intermittierende Verstärkung erzeugt Verhaltensmuster, die nur schwer zu beenden sind. So entwickeln sie unglaublich starke emotionale Bindungen.

### Aufrechterhaltung
Eine Traumabindung kann aufrechterhalten werden, wenn das Machtungleichgewicht und die Intermittenz des Missbrauchs intakt bleiben.
Traumabindungen können auch aufrechterhalten werden, wenn das Opfer finanziell vom Missbraucher abhängig ist oder eine gewisse Investition in die Beziehung hat, wie z. B. ein Kind mit dem Missbraucher.
Die Theorie der kognitiven Dissonanz kann ebenfalls die Aufrechterhaltung einer Traumabindung erklären. Diese Theorie postuliert, dass Individuen, wenn sie einen Konflikt zwischen ihren Überzeugungen und ihrem Handeln erleben, motiviert sind, Anstrengungen zu unternehmen, um die Inkongruenz zu reduzieren oder zu beseitigen, in dem Versuch, das daraus entstehende psychische Unbehagen zu minimieren. In diesem Sinne können Opfer ihre Kognitionen über das Trauma und die Gewalt in der Beziehung verzerren, um eine positive Sicht der Beziehung aufrechtzuerhalten. Dies könnte eine Rationalisierung des Verhaltens des Täters, Rechtfertigungen, eine Minimierung der Auswirkungen der Gewalt des Täters und Selbstbeschuldigungen beinhalten.
Darüber hinaus zeigt die Forschung, dass die Erinnerung an Fälle, in denen Missbrauch erlebt wurde, dissoziiert oder zustandsabhängig ist, was bedeutet, dass die Erinnerungen an den Missbrauch nur dann vollständig wieder auftauchen, wenn die Situation in ihrer Intensität und Erfahrung der ursprünglichen Situation des Schreckens ähnlich ist.
Wenn das Opfer schließlich beschließt, die missbräuchliche Beziehung zu verlassen, beginnt die unmittelbare Erleichterung über die traumatisierende Gewalt abzuflauen und die zugrunde liegende, tiefe Bindung, die sich als Ergebnis der intermittierenden Verstärkung gebildet hat, wird an die Oberfläche kommen. Diese gegenwärtige Periode der Verletzlichkeit und emotionalen Erschöpfung wird wahrscheinlich Erinnerungen an die Zeit auslösen, in der der Missbraucher vorübergehend liebevoll und fürsorglich war. In dem Wunsch, diese Zuneigung wieder zu erhalten, kann das Opfer versuchen, in die missbräuchliche Beziehung zurückzukehren.
Starke soziale Unterstützung kann jedoch ein Schutzfaktor sein, wenn es darum geht, die Funktionsfähigkeit des Opfers zu erhalten und einen Puffer in traumatischen Situationen zu bieten.

### Die Rolle der Bindung
John Bowlby behauptete, dass eine sichere Bindung ein evolutionär begründetes menschliches Bedürfnis sei, das sogar das Bedürfnis nach Nahrung und Fortpflanzung übertrifft. Bindung wurde eingehend in Bezug auf die Dynamik zwischen Bezugspersonen und Kindern untersucht, aber neuere Forschungen haben gezeigt, dass die Prinzipien, die Bindung zwischen Bezugspersonen und Säuglingen erklären, auch Bindung während der gesamten Lebensspanne erklären können, insbesondere im Kontext von intimen Beziehungen und romantischen Bindungen.
Bindungsbeziehungen, die im frühen Leben gebildet werden, legen den Grundstein für zwischenmenschliche Beziehungen, Interaktionen, Persönlichkeitsmerkmale und psychische Gesundheit in der Zukunft. Säuglinge bilden normalerweise Bindungen zu ihren Eltern oder unmittelbaren Bezugspersonen. Die Forschungen von Harlow an Affen zeigen, dass Säuglingsäffchen sogar mit misshandelnden Müttern Bindungen eingehen (in der Versuchsanordnung war die misshandelnde „Mutter“ ein Affe aus Stoff, der dem Säuglingsäffchen leichte Schocks versetzte oder das Säuglingsäffchen durch die Arena schleuderte). Diese Befunde gelten auch für menschliche Bindungsbeziehungen. Selbst in Situationen, in denen unmittelbare Bezugspersonen missbräuchlich sind, neigen menschliche Säuglinge immer noch dazu, sich an sie zu binden – die Zurückweisung durch eine Bezugsperson verstärkt nur die Bemühungen, die Nähe zu ihr zu erhöhen und eine Bindungsbeziehung zu ihr aufzubauen.
Darüber hinaus sucht der Mensch in Gefahrensituationen nach verstärkter Bindung. Wenn gewöhnliche Wege der Bindung nicht verfügbar sind, neigen Menschen dazu, sich ihren Bezugspersonen zuzuwenden. Dies führt dazu, dass sie starke Bindungen und tiefe emotionale Verbindungen zu Missbrauchern entwickeln. Diese Bindung – sowohl zu missbrauchenden Bezugspersonen als auch zu anderen Missbrauchern in Abwesenheit einer Hauptbezugsperson – kann kurzfristig adaptiv sein, da sie dem Überleben dient. Langfristig ist diese Bindung jedoch maladaptiv und kann den Grundstein für eine Traumabindung legen, die Anfälligkeit dafür erhöhen und sogar direkt zu einer Traumabindung führen.

### Stockholm-Syndrom
Das Konzept der Traumabindung wird oft mit dem Stockholm-Syndrom vermengt. Obwohl es übergreifende Ähnlichkeiten zwischen den beiden gibt, vor allem im Zusammenhang mit der Entwicklung einer emotionalen Bindung an das Opfer, sind Trauma-Bonding und Stockholm-Syndrom voneinander verschieden. Der Hauptunterschied ist die Richtungsabhängigkeit der Beziehung. Während eine Traumabindung uni-direktional ist, indem nur das Opfer emotional an den Täter gebunden wird, ist das Stockholm-Syndrom bidirektional. Mit anderen Worten, im Falle des Stockholm-Syndroms ist die emotionale Bindung reziprok, so dass der Missbraucher auch eine emotionale Bindung zum Missbrauchten zu entwickeln scheint und positive Gefühle für den Missbrauchten hegt, zusätzlich zu dem Missbrauchten, der eine emotionale Bindung mit dem Missbraucher entwickelt.

## Existenzbereiche

### In missbräuchlichen Beziehungen
“Although the victim may disclose the abuse, the trauma bond means that the victim may wish to receive comfort from the very person who abused them.”

Ungesunde oder traumatische Bindung tritt zwischen Menschen in einer missbräuchlichen Beziehung auf. Die Bindung ist bei Menschen, die in missbräuchlichen Haushalten aufgewachsen sind, stärker, weil sie ihnen als normaler Teil von Beziehungen erscheint.
Anfänglich ist der Missbraucher inkonsequent in seinem Vorgehen und entwickelt es zu einer Intensität, die das Opfer in anderen Beziehungen vielleicht nicht erlebt hat. Es wird behauptet, je länger eine Beziehung andauert, desto schwieriger ist es für Menschen, den Missbraucher zu verlassen, mit dem sie eine Bindung eingegangen sind.

#### Misshandelte Frauen
Anfängliche Forschungen über misshandelte Frauen vertraten die Ansicht, dass die Rückkehr eines Opfers in eine missbräuchliche Beziehung ein Indikator für eine fehlerhafte Persönlichkeit und insbesondere für Masochismus sei. Diese Ansicht wurde jedoch durch die „Just-World-Hypothese“ aufrechterhalten, die die Idee unterstützt, dass Menschen das bekommen, was ihnen zusteht. Mit anderen Worten: Die Tendenz zur Opferbeschuldigung entspringt dem Glauben, dass die Welt ein gerechter und fairer Ort ist, an dem das Opfer als dasjenige angesehen wird, das alle negativen Konsequenzen verdient. Die Forschung über misshandelte Frauen und die Forschung über traumatische Bindungen hat jedoch gezeigt, dass das nicht der Fall ist. Bei der Entscheidung misshandelter Frauen, in einer missbräuchlichen Beziehung zu bleiben oder dorthin zurückzukehren, spielen viele Faktoren eine Rolle, von der Familiengeschichte und den Rollenerwartungen über den Zugang zu Ressourcen bis hin zur Dynamik der Beziehung selbst. Ein entscheidender Teil der Beziehungsdynamik ist das Vorhandensein einer traumatischen Bindung. Misshandlungen, die von Perioden der Freundlichkeit unterbrochen werden, begünstigen die Bildung einer Traumabindung, die das Opfer dazu bringt, positive Gefühle gegenüber dem Misshandler zu hegen.
Bei misshandelten Frauen kann ein Drei-Phasen-Prozess den intermittierenden Belohnungs-Bestrafungs-Zyklus erklären. In Phase eins kommt es zu einem allmählichen Anstieg der Spannung, gefolgt von einem „explosiven Misshandlungsvorfall“ in Phase zwei, auf den dann in Phase drei ein friedlicher Ausdruck von Liebe und Zuneigung seitens des Missbrauchers folgt. Durch den wiederkehrenden und zyklischen Charakter dieser Phasen entsteht eine Traumabindung, die das Opfer wie „Wunderkleber“ an den Missbraucher bindet.

### Sexueller Menschenhandel
Trauma-Bindungen sind extrem häufig in Situationen des Sexhandels, des Child Groomings, der kommerziellen sexuellen Ausbeutung von Kindern (CSEC) und in Zuhälter-Prostituierten-Beziehungen.

#### Grooming
Child Grooming beinhaltet den Aufbau und die Aufrechterhaltung von Traumabindungen zwischen dem Kind und dem Täter. Neben den Faktoren des Machtungleichgewichts und der intermittierenden Verstärkung, die zu einer Traumabindung beitragen, muss beim Child Grooming auch das Vertrauen der Menschen im Umfeld des Kindes gewonnen werden. Grooming beinhaltet auch die Dynamik, das Vertrauen des Kindes zu gewinnen und gleichzeitig seine Grenzen zu verletzen. Leckereien und Ausflüge werden als Bestechung verwendet, um sowohl Zugang zum Kind zu erhalten als auch sicherzustellen, dass es sich fügt. Intensive Bindungen gekoppelt mit kognitiven Verzerrungen vertiefen die Bindung.
Eine Fallstudie aus dem Jahr 2019 erforscht das Leben einer Person, die groomed wurde. Die Wahrnehmung des Täters durch das Opfer als Wohltäter, als Ersatzelternteil und als Gedankenkontrolleur trug zur Entwicklung einer traumatischen Bindung zwischen dem Opfer und dem Täter bei. In Bezug auf die Rolle als Wohltäter ging der Täter in dieser Fallstudie weit darüber hinaus, um dem Opfer zu geben, was es brauchte: Von der Beschaffung eines Arbeitsplatzes bis zum Schenken eines Grundstücks für das erste Haus war der Täter immer als Wohltäter präsent. Der Täter fungierte auch als Ersatzelternteil, gab Ratschläge und bot emotionale Unterstützung in Krisenzeiten. Die Rollen des Täters als Wohltäter und Ersatzelternteil stellten die gute Behandlung dar, die notwendig war, um eine Traumabindung aufzubauen. Im Gegensatz dazu beinhaltete die Rolle des Täters als Gedankenkontrolleur kontrollierende und dominierende Tendenzen, die eine Gehirnwäsche nachahmten. Diese Kombination von Wahrnehmungen etablierte eine traumatische Bindung, die das Opfer nur mit unglaublichen Schwierigkeiten verlassen konnte, weil die Ablehnung der emotionalen Bindung als Ganzes auch die Ablehnung der Vergünstigungen und Vorteile bedeutete – die Reisen, die Geschenke, die Leckereien, die Vertrauensperson und der Betreuer.
Child Grooming kann auch aus einer Entwicklungsperspektive heraus verstanden werden und die Beziehung zwischen dem Opfer und dem Täter entwickelt sich über die gesamte Lebensspanne. Grooming beginnt, wenn das Kind extrem jung ist – das Vertrauen des Kindes und der Familie wird erworben. Das Kind erhält immense Aufmerksamkeit und wird mit Geschenken überhäuft. Wenn das Individuum reift und in die Adoleszenz eintritt, wird der Täter zu einem Vertrauten und Wohltäter. In der oben erwähnten Fallstudie gab der Täter dem Opfer Karriereratschläge und holte ihn sogar ab und brachte ihn zur Schule. Dann, zu Beginn des Erwachsenenalters, stellte der Täter dem Opfer ein Grundstück zur Verfügung, um sein Haus zu bauen, und wurde zu der Person, zu der das Opfer seinen Partner nach Hause brachte. Insgesamt entwickelte sich mit den Entwicklungsbedürfnissen des Opfers auch die Reaktion des Täters, so dass die einzige Konstante das Bedürfnis des Opfers nach Zuneigung war. Mit anderen Worten, der Täter war „in der Lage, aus den Beziehungsbedürfnissen [des Opfers] Kapital zu schlagen“, bis das Opfer in der Lage war, diese Bedürfnisse auf andere Weise zu erfüllen.

#### Kommerzielle sexuelle Ausbeutung von Kindern (CSEC)
Die kommerzielle sexuelle Ausbeutung von Kindern (Commercial Sexual Exploitation of Children, CSEC) kann schwächende physische und psychische Traumata verursachen. Neben funktionalen Beeinträchtigungen kann sie risikofreudiges Verhalten verstärken und die Impulsdysregulation erhöhen, was die Fähigkeit des Kindes, Grenzen zu konzeptualisieren, zu verstehen, aufzubauen und aufrechtzuerhalten, weiter beeinträchtigen kann. Dies kann zu einer Verwirrung darüber führen, was Sicherheit, Zuneigung, Intimität und Freundlichkeit bedeutet, was zur Bildung einer Traumabindung zum Täter führt, die auf einer verzerrten Wahrnehmung von Sicherheit und Freundlichkeit beruht. Die Traumabindung vertieft und verstärkt sich, wenn die Isolation und die Bedrohung des Überlebens zunehmen und das Opfer dazu zwingen, für sein Überleben und seinen Schutz fast vollständig vom Täter abzuhängen. Diese zunehmende emotionale Abhängigkeit vom Täter normalisiert die emotionale Gewalt, die das Opfer durch den Täter erfahren hat, und allmählich entwickelt das Opfer ein – wenn auch verzerrtes – Gefühl von Vertrauen und Sicherheit gegenüber dem Täter.

##### Trauma-Zwangsbindung
Trauma-Zwangsbindung gedeiht in der Gegenwart eines Machtungleichgewichts und intermittierendem Belohnungs-/Bestrafungsverhalten. Trauma-Zwangsbindung hingegen hat zwei zusätzliche Elemente: soziale Isolation und die wahrgenommene Unfähigkeit, der Situation zu entkommen. Da diese beiden Elemente entscheidend für die Erfahrungen von CSEC-Opfern sind, werden ihre Bindungen mit ihren Missbrauchern besser als Trauma-Zwangsbindungen und nicht einfach als Trauma-Bindungen beschrieben. Das Element des Zwangs, das durch die soziale Isolation und die wahrgenommene Unmöglichkeit, der Situation zu entkommen, konkretisiert wird, macht die Traumabindung komplexer und viel tiefer verwurzelt. Die Verwendung von Trauma-Zwangsbindung fasst die psychosoziale Dynamik einer Beziehung zwischen einem Opfer und einem Täter von CSEC zusammen.

### Eltern-Kind-Beziehungen
Traumatische Bindungen in Eltern-Kind- oder Betreuer-Kind-Dynamiken können entweder durch Missbrauch und Vernachlässigung oder durch inzestuöse Beziehungen entstehen.

#### Misshandlung und/oder Vernachlässigung
Kinder von abweisenden Bezugspersonen oder grausamen/strengen Bezugspersonen können unsichere Bindungen entwickeln, die sehr dysfunktional sein können. Unstimmigkeiten bei Belohnung und Bestrafung (d. h. intermittierende Verstärkung von guter und schlechter Behandlung) können die Zuneigung, die das Kind von dem Elternteil erhält, hervorheben und eine Aufspaltung zwischen dem Missbrauch und der Freundlichkeit erzwingen, so dass das Kind versucht, sich ein insgesamt positives Bild von der Betreuungsperson zu machen und sich daher nur auf die Zuneigung und Freundlichkeit konzentriert, die es erhält. Insgesamt entwickelt sich eine traumatische Bindung, so dass das Selbstverständnis des Kindes aus seiner emotionalen Abhängigkeit von der Autoritätsperson abgeleitet wird, die in diesem Fall der Elternteil und/oder die Betreuungsperson ist.

#### Inzest
Inzestuelle Beziehungen zwischen Eltern und Kindern kultivieren ähnliche Traumabindungen wie bei Opfern von Sexhandel. Alle Teilnehmer einer 1994 durchgeführten Studie über Trauma bei erwachsenen Inzestüberlebenden wiesen irgendeine Art von Traumabindung zu ihren Missbrauchern auf. Es gab eine positive Korrelation zwischen der Durchdringung der Traumabindung und dem Ausmaß des Kontakts des Opfers oder der nahen Familienangehörigen des Opfers mit dem Missbraucher: Diejenigen, die selbst berichteten, dass sie weniger stark traumatisiert waren, berichteten auch über anhaltenden Kontakt mit ihrem Missbraucher, während diejenigen, die selbst berichteten, dass sie stärker traumatisiert waren, eine aktive Vermeidung der Aufrechterhaltung einer Beziehung mit ihrem Missbraucher zeigten. Bei inzestuösen Eltern-Kind-Dynamiken fand die Studie heraus, dass die Aufrechterhaltung einer ungesunden Beziehung zum Missbraucher zum Trauma beiträgt und die Traumabindung aufrechterhält.
Dies deckt sich mit der Vorstellung, dass Traumabindungen toxisch und schwer zu verlassen sind, aufgrund des inhärenten Machtungleichgewichts, das in Eltern-Kind-Beziehungen noch stärker ausgeprägt ist als in anderen Situationen. Inzestuöse Beziehungen haben auch eine zusätzliche Ebene des Verratstraumas, das durch die Ausnutzung des Vertrauens des Opfers entsteht, was zu einem Gefühl des Verrats führt.

### Militär
Im militärischen Umfeld können sich Trauma-Bindungen entwickeln. Die Literatur zeigt dies speziell im Kontext von Tours of Duty, bei denen Militärpersonal in feindlichen Umgebungen oder Kampfgebieten eingesetzt wird. Eine Studie aus dem Jahr 2019, die sich mit diesem spezifischen Phänomen befasst, versuchte, die traumatische Bindung zu verstehen, die sich zwischen japanischen Soldaten und koreanischen „Trostfrauen“ inmitten des Zweiten Weltkriegs entwickelte. Das Trauma war in diesem Fall ein zweifaches: Nicht nur, dass sich die Traumabindung in einer Missbrauchs-Täter-Dynamik entwickelte, das Trauma selbst war eine Folge des Krieges und wurde durch diesen perpetuiert. Während die Beziehungen den japanischen Soldaten emotionale Erleichterung und eine Flucht vor der Gewalt des Krieges und der Tyrannei der ranghöheren Offiziere boten, verschafften sie den koreanischen „Trostfrauen“ den ersehnten Schutz und die Freundlichkeit der Soldaten.
Die Soldaten verhielten sich aggressiv und gewalttätig gegenüber den „Trostfrauen“ und beuteten sie oft sexuell aus. Sie setzten Einschüchterungstaktiken ein, um ihre Dominanz zu behaupten und Zwang auszuüben. Diese Misshandlungen wurden jedoch von Freundlichkeit und Einfühlungsvermögen der Soldaten unterbrochen, deren Stimmungen – und das darauf folgende Verhalten und die Interaktionen – stark von der Zeit und dem Kontext des laufenden Krieges abhingen. Trotzdem ermöglichte die zeitweilige Freundlichkeit die Bildung und Aufrechterhaltung einer Traumabindung. Intermittierende Belohnungen waren manchmal auch greifbarer, in Form von Essen, Ausflügen und physischem Schutz. Schutz und emotionale Unterstützung waren jedoch ausschlaggebend für die Aufrechterhaltung der Traumabindung und viel wichtiger als Essen und Ausflüge. Die koreanischen „Trostfrauen“ gerieten schließlich in eine emotionale Abhängigkeit von den japanischen Soldaten und begannen, diese Abhängigkeit mit ihrem eigenen Machtgefühl zu verbinden, wodurch eine Traumabindung entstand, die bei einigen auch nach Kriegsende anhielt.

## Wirkungen
Trauma-Bindung hat mehrere kurz- und langfristige Auswirkungen auf die Misshandelten. Sie kann Menschen dazu zwingen, in missbräuchlichen Beziehungen zu bleiben, sich negativ auf das Selbstbild und das Selbstwertgefühl auswirken, transgenerationale Missbrauchszyklen verewigen und zu negativen Auswirkungen auf die psychische Gesundheit führen, wie z. B. einer erhöhten Wahrscheinlichkeit, Depression und/oder eine bipolare Störung zu entwickeln.

### Verbleiben in missbräuchlichen Beziehungen
Aufgrund der lähmenden psychischen Manipulation, die mit der Entwicklung einer Traumabindung einhergeht, neigen missbrauchte Menschen dazu, in missbräuchlichen Beziehungen zu bleiben, vor allem weil die wahrgenommenen Konsequenzen des Verlassens der Beziehung viel negativer erscheinen als die Konsequenzen des Verbleibs in der missbräuchlichen Beziehung.
In solchen Beziehungen wird die Misshandlung oft von Fragmenten des Trostes und des Friedens durchsetzt, die den Ausdruck von Liebe, Freundlichkeit, Zuneigung und/oder allgemeiner Freundlichkeit des Missbrauchers gegenüber dem Misshandelten beinhalten. Diese intermittierende Verstärkung einer Belohnung (hier die Liebe und Freundlichkeit des Täters) inmitten all des Missbrauchs wird das, woran sich das Opfer festzuhalten beginnt. So neigen Opfer dazu, emotional vom Täter abhängig zu werden und den Glauben zu konstruieren, dass ihr Überleben davon abhängt, die Liebe des Täters zu erhalten. Dadurch beginnen die Opfer, ihr Identitätsgefühl und ihr Selbstverständnis davon abhängig zu machen, die Zuneigung des Täters zu erhalten. Darüber hinaus führt die Bereitstellung von unregelmäßiger Liebe und Zuneigung dazu, dass sich das Opfer an die Hoffnung klammert, dass sich die Dinge ändern können. Darüber hinaus tragen Selbstvorwürfe, die Angst vor sozialer Stigmatisierung und Peinlichkeit, die Angst vor Einsamkeit in Abwesenheit eines Partners und das Fehlen oder die schlechte soziale Unterstützung von anderen Familienmitgliedern und Freunden ebenfalls dazu bei, dass Individuen in missbräuchlichen Beziehungen bleiben.

### Perpetuierung von transgenerationalen Missbrauchszyklen
Menschen, die ein Trauma und traumatische Bindungen erlebt haben, können – wissentlich oder unwissentlich – den Zyklus des Missbrauchs wiederholen. Mit anderen Worten: Opfer, die traumatische Bindungen mit Missbrauchern eingegangen sind, können selbst zu Missbrauchern werden. Der Missbrauch, den die Opfer begehen, kann eine traumatische Bindung beinhalten oder auch nicht.
In einer Studie aus dem Jahr 2018 über verurteilte Kindermörder fanden Forscher zum Beispiel heraus, dass Betreuungspersonen, die Kindermord (ihr Kind/ihre Bezugsperson ermordeten) traumatische Erfahrungen gemacht hatten und in ihrem frühen Leben traumatische Bindungen zu den Tätern hatten. Personen mit grausamen und/oder abweisenden Bezugspersonen entwickeln wahrscheinlich unsichere Bindungen, die zu einer Vielzahl von Problemen führen, einschließlich Emotionsdysregulation und einer Haltung der Verwirrung gegenüber der Bezugsperson, die sowohl zu einer Quelle des Trostes als auch der Angst wird. Diese ungünstigen Bindungen können sich auch in der Beziehung der Person zu ihren eigenen Kindern manifestieren. Bindungsprobleme und schmerzhafte Erinnerungen an traumatische Bindungen zu den eigenen Bezugspersonen können ausgelöst werden, und die Individuen können erhöhte und unverhältnismäßige Aggression gegenüber ihrem Kind zeigen, die in einigen Fällen in Tötung gipfelt. In dieser Studie hatten die Teilnehmer körperliche Misshandlung, sexuellen Missbrauch, mangelnden Schutz vor äußeren Gefahren, Abandonment, emotionale Zurückweisung und mehr von ihren Bezugspersonen erfahren. Nichtsdestoweniger drückten die Teilnehmer bedingungslose Liebe gegenüber ihrer Betreuungsperson aus, was damit begründet wurde, dass sie ein insgesamt positives Bild von ihnen aufrechterhalten wollten. In ihren fortgesetzten Bemühungen, eine emotionale Bindung aufzubauen, wurde eine Traumabindung gefördert. Diese Erfahrungen hatten einen schwerwiegenden negativen Einfluss auf die Beziehung und Bindung zu ihren eigenen Kindern und trugen zu einem „liebelosen, un-empathischen zwischenmenschlichen Verhalten“ bei, das aggressive und gewalttätige Tendenzen, die durch die Verletzlichkeit ausgelöst wurden, verstärkte.

### Neurophysiologische Ergebnisse
Die Erfahrung, in einer Traumabindung zu sein, kann negative neurobiologische und neurophysiologische Folgen haben. Der Körper des Opfers einer Traumabindung befindet sich in einem ständigen 'fight-or-flight' response-Zustand, was den Cortisol-Spiegel erhöhen kann, der einen kaskadenartigen Effekt haben und andere Hormone auslösen kann. Anhaltender, chronischer Stress kann auch die zelluläre Reaktion im Körper beeinträchtigen, was sich negativ auf die Immunität, die Gesundheit der Organe, die Stimmung, das Energieniveau und mehr auswirkt. Langfristig kann dies auch epigenetische Veränderungen verursachen. Darüber hinaus fand eine Studie aus dem Jahr 2015 heraus, dass der Aufbau einer Traumabindung im Säuglingsalter auch mit einer Amygdala-Dysfunktion, neurologischen Verhaltensdefiziten und einer erhöhten Anfälligkeit für psychiatrische Störungen im späteren Leben verbunden ist.

### Ungünstige Folgen für die psychische Gesundheit
Trauma-Bindung ist mit mehreren negativen Folgen für die psychische Gesundheit und das Wohlbefinden verbunden. Als Folge des Missbrauchs selbst und ihrer emotionalen Abhängigkeit von ihren Missbrauchern neigen die Opfer dazu, ein Selbstbild zu entwickeln, das unglaublich negativ ist. „Kontrollierender, einschränkender, erniedrigender, isolierender oder dominierender“ Missbrauch hat eine lähmende Wirkung auf das Selbstbild und das Selbstwertgefühl der Misshandelten und dieser psychische Missbrauch ist weitaus gefährlicher als der körperliche Missbrauch. In einer Studie aus dem Jahr 2010 über misshandelte Frauen, die sich selbst als „dumm“ bezeichneten, fanden Forscher heraus, dass Opfer, die das Gefühl hatten, sich misshandeln zu lassen, und Opfer, die in misshandelnden Beziehungen blieben, sich selbst als „dumm“ bezeichneten, weil sie dies taten. Dies trägt weiter zu einem negativen Selbstbild und der Aufrechterhaltung eines geringen Selbstwertgefühls bei, was beides ein schlechtes Selbstkonzept fördert, was sich wiederum negativ auf das psychische Wohlbefinden auswirkt. Das Gleiche wurde in der oben erwähnten Fallstudie über Grooming beobachtet.
Die Traumabindung kann auch zu dissoziativen Symptomen führen, die ein Selbsterhaltungs- und/oder Bewältigungsmechanismus sein können. Auch neurobiologische Veränderungen können die Gehirnentwicklung beeinträchtigen und das Lernen erschweren. Die Verinnerlichung der psychischen Manipulation und des Traumas kann zu Ängsten führen und die Wahrscheinlichkeit erhöhen, sich auf risikoreiches Verhalten einzulassen. Darüber hinaus kann die Isolation, die mit der Traumabindung einhergeht, ein generell verzerrtes Vertrauensgefühl fördern, was die Opfer anfällig für Situationen macht, die sie retraumatisieren oder reviktimisieren können. Die Opfer können auch dazu neigen, gefährliche, schädliche Verhaltensweisen und Gewalt in ihrer Umgebung entweder völlig zu ignorieren oder zu minimieren.
Traumatische Bindungen in Eltern-Kind-Beziehungen (bei denen das Kind das Opfer und der Elternteil der Täter ist) können auch zu depressiven Symptomen im späteren Leben führen. In einer Studie aus dem Jahr 2017, die dies untersuchte, wurde festgestellt, dass ein „liebeloser Kontroll“-Erziehungsstil, der durch hohen Schutz und geringe Fürsorge seitens der Eltern gekennzeichnet ist, ein wichtiger Prädiktor für depressive Symptomatik beim Opfer war. Mit anderen Worten: Das Vorhandensein einer schlechten elterlichen Bindung in Verbindung mit einer Traumabindung in der Kindheit erhöhte die Wahrscheinlichkeit, dass das Kind in der Zukunft depressive Symptome entwickelt. Ein negatives Selbstbild bildet sich, wenn Gefühle der Unzulänglichkeit und Hoffnungslosigkeit anhalten und von den Bezugspersonen verstärkt werden. Ständige Bemühungen um sichere emotionale Bindungen werden nicht belohnt, und eine Traumabindung fördert ein negatives Kernschema, das die Wahrnehmung und die Interaktionen während des gesamten Lebens beeinflusst. Dies kann zu psychischen Problemen wie Depression, bipolare Störung, Manie, Suizidalität und Substanzmissbrauch führen, die tiefgreifend und lebenslang sein können.